# Henschel Hs 130
Le Henschel Hs 130 est un avion expérimental allemand de la Seconde Guerre mondiale construit par Henschel & Sohn.

## Conception
Le projet remonte à l'année 1938, quand le Dr. Friedrich Seewald, du Deutsche Versuchsanstalt für Luftfahrt (de) (Laboratoire d'essais allemand pour l'aviation) de Berlin-Adlershof (DVL), demande à Henschel de construire un avion expérimental de haute altitude pour essayer des cabines pressurisées et les turbocompresseurs du programme DVL. Il en résulte un programme de développement important de cabines pressurisées qui mènera au Henschel Hs 128 V1. Celui-ci vole en 1939 à Adlershof, avec deux moteurs DB 601 et un turbocompresseur DVL. Le Hs 128 V2 possède la même aile d'une envergure de 26 mètres, mais il est équipé de moteurs Junkers Jumo 210 avec turbocompresseurs à deux étages. On prévoit qu'il atteindra une altitude supérieure à 15 000 m. 
En novembre 1940, trois nouveaux prototypes de l'appareil, rebaptisé "Henschel 130", volent. Le Hs 130A est un avion de reconnaissance à envergure plus courte, équipé de caméras télécommandées. On essaie dessus divers moteurs DB 601 ou Daimler-Benz DB 605, et finalement l'envergure dépasse celle des Hs 128 dans la série des A-0/06 de 1943. 
Le bombardier Hs 130B, n'est pas construit, mais il y aura trois bombardiers Hs 130C dans le programme Bomber-B de 1939-1942. Ceux-ci sont des avions entièrement nouveaux, munis de moteurs DB 603 de 1 850 ch, avec un équipage de quatre hommes, deux barbettes contenant des mitrailleuses lourdes MG 131 jumelées, plus une mitrailleuse légère MG 15 dans la queue. Les moteurs destinés au Hs 130D ne sont pas construits. Le stade final est atteint avec le HZ-Anlage de la série Hs 130E comportant deux moteurs DB 603B surcompressés par un Daimler-Benz DB 605T placé dans le fuselage. Le Hs 130E V1 vole en septembre 1942. Plusieurs variantes voleront plus tard, effectivement à des altitudes proches de 15 000 m. Enfin, le He 130F, s'il avait été réalisé, aurait dû être équipé de quatre moteurs BMW 801TJ de 1 800 ch,

## Variantes
Les 6 prototypes construits étaient très différents en fonction de leurs rôles envisagés.
- Henschel Hs 130 A: avion de reconnaissance à moteurs DB 601D ou DB 605.
- Henschel Hs 130 B : version bombardier, non construit.
- Henschel Hs 130 C : nouveau développement contemporain du Dornier Do 217 K.
- Henschel Hs 130 D : version A re-motorisée avec des DB 605 et des turbocompresseurs Argus/DVL, jamais terminés.
- Henschel Hs 130 E : version A à envergure agrandie, pour atteindre une altitude de croisière plus élevée, et centrale de compresseur d'altitude (HZ-Anlage). 4 exemplaires terminés. L'avion stratosphérique le plus efficace de la Luftwaffe durant la Seconde Guerre mondiale.
- Henschel Hs 130 F : projet de quadrimoteur.